# 高尚駿逸
高尚駿逸，是日本純種競賽馬匹。生涯活躍於中長途賽事，日本國內共獲獎金10億69萬7000日圓，總戰績33戰7勝，名次分佈為7-7-7-12。其主要勝場包括2017年日本盃一場一級賽，及2016年阪神大賞典和阿根廷共和國盃兩場二級賽。而於海外賽事，其在2019年出戰杜拜司馬經典賽得亞軍，其後同年英國兩場一級賽均三甲不入。2019年12月退役後成爲育馬者Stallion Station的配種馬。

## 出賽前
2012年3月14日出身於北海道安平町北部牧場，成長途中被前棒球選手兼馬主、被稱爲「大魔神」的佐佐木主浩購入。
其後交由栗東訓練中心練馬師友道康夫訓練。

## 競賽生涯

### 2歲
2014年9月21日出戰阪神競馬場2歲新馬戰，比賽途中保持於中團位置推進，進入直路後未能追上前方的Dragon Verse，最終以頸位差距落敗。
10月12日出戰2歲未勝利戰，於直路上以優秀的速度不斷加速，最終擺脫後方艾百碼頭的追擊下以1 1/2馬位優勢取首勝。
其後出戰三級賽京都兩歲錦標及條件戰歐楠石賞，均於其中取得第三的戰績。

### 3歲
2015年原定以公開賽若駒錦標作爲年度首戰，但於右肩於賽前出現不良於行的症狀下決定退賽避戰。
其後以出戰東京優駿（日本打吡）爲目標以每日盃及京都新聞盃兩場賽事作爲跳板，然而表現不佳下分別以第五及第八完賽，最終累積獎金不足下無緣經典三冠賽。
入秋後主要以條件戰作爲主軸，於8月30日的三歲以上500萬獎金以下條件戰取得亞軍後，於其後的三場賽事怒斬三連冠，成功晉級公開組。

### 4歲
2016年年初出戰日經新春盃，比賽初段保持於中團位置穩定推進，進入直路後發揮不俗的速度展開加速，可惜仍然被後上並轟出全場最快末腳的疾風之夢超越，以2馬位差距取得亞軍。
3月20日出戰增程出戰阪神大賞典，比賽途中處於中團位置推進，並於通過第三至第四彎道時逐步加速。進入直路後，其隨即由先頭位置奮力衝刺，一舉加速下瞬間超越前方賽駒，最終亦拉開一同衝出的喜氣洋溢2 1/2馬位取得首個分級賽冠軍。

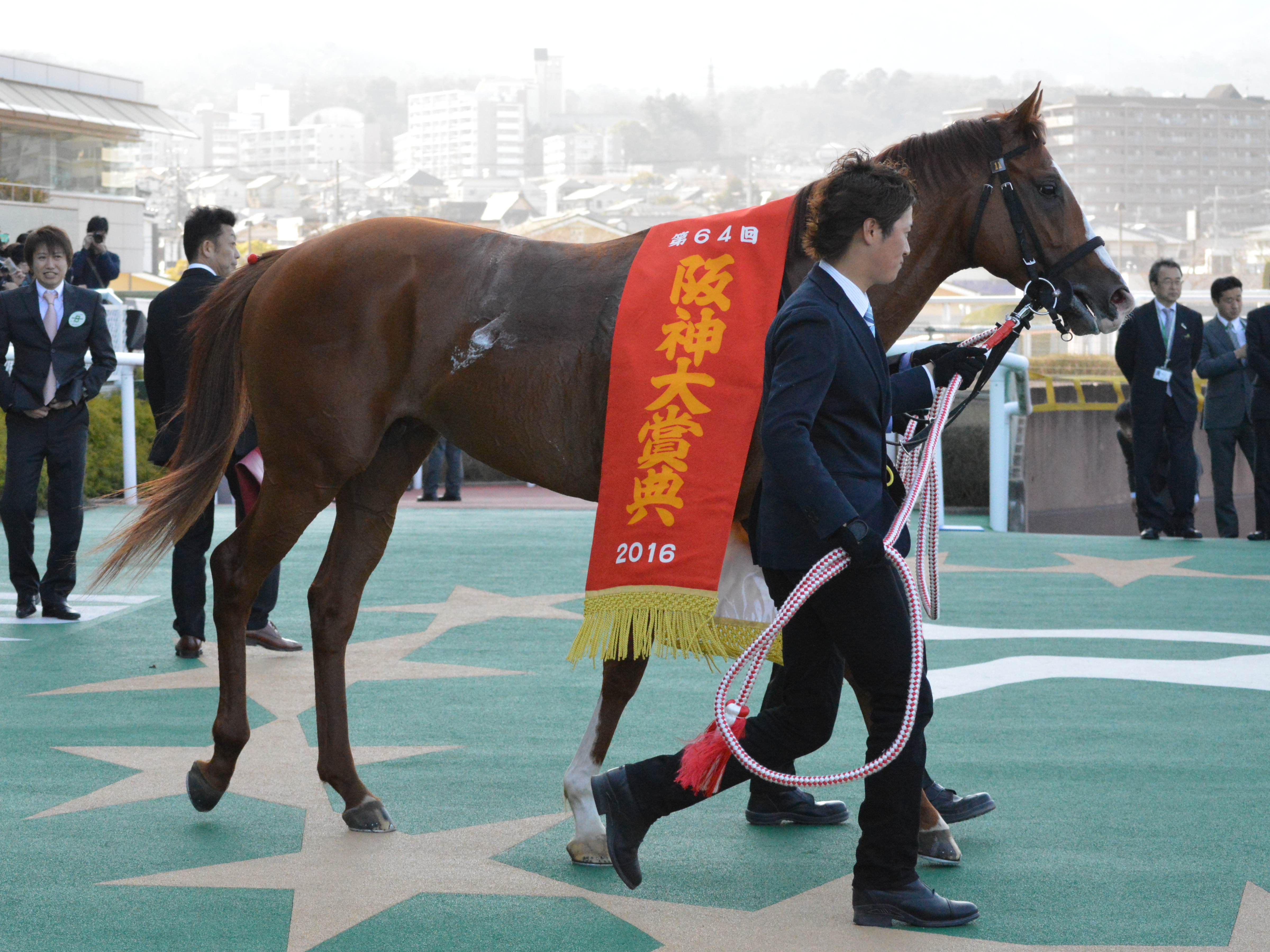
阪神大賞典頒獎儀式

5月1日乘勢出戰春季天皇賞，雖然於直路上依然保持以往的水準跑出不俗的末腳速度，但仍然無法迫近前方領放的北部玄駒及機伶迷宮，最終以第三完賽。
其後出戰寶塚紀念，本次比賽僅因於直路無法衝出突破，最終以第九大敗。
放草過後於秋季以阿根廷共和國盃作爲起動戰，賽前落後Mondo Intero取得第二人氣。比賽開始後，其選擇於中團靠前位置展開推進，並於第三彎道時候稍微前移進佔第五的位置。進入直路後，憑借處於有利位置的條件，其成功加速超越前方的對手，最終亦可抵擋中團衝出的阿爾拔的追擊，以1/2馬位優勢取得第二個分級賽冠軍。
然而其後於秋季一級賽並未有任何突破，分別於日本盃及有馬紀念以第三及第六完賽。

### 5歲
2017年首戰爲阪神大賞典，比賽途中採取居中戰術下一度於直路憑借加速取得領先，可惜其後隨即被里見光鑽超越並拋離，最終以1 1/2馬位差距落敗得第二。
4月30日出戰春季天皇賞，比賽初段繼續選擇於先頭有利位置推進，並於比賽途中保持優秀的節奏。進入直路後，其於先頭位置進行加速，但仍然無法縮窄和前方領放馬北部玄駒的距離，最終被拉開1 1/4馬位落敗得第二。
其後出戰寶塚紀念，本次比賽一反常態於出閘後選擇領放，然而進入直路後隨即體力不支失速沉底，最終以第八的戰績大敗。
10月9日於放草過後出戰京都大賞典，改由杜滿萊策騎。比賽開始後，其選擇於後方位置追走，並於進入對面直路後逐步加速，第三彎道時處於第九，第四彎道時經已進佔第六的位置。進入直路後，雖然其不斷衝刺嘗試加速，但未能追上前方的東瀛羅勒下再被醒目層次超越，最終僅獲得第三。
其後出戰日本盃，由於上仗之騎師杜滿萊選擇策騎里見皇冠，因而其本次比賽改由來日客串的澳洲騎師布文執繮。比賽開始後，前方仍然由第一人氣、典型的領放馬北部玄駒帶出，高尚駿逸處於先頭位置以緊町北部玄駒的形式推進，而第二人氣金之霸及第三人氣里見皇冠則於較後位置追走。進入直路後，其於中檔位置展開加速，於其優秀的末腳速度加乘下，其成功超越北部玄駒取得領先，其後亦繼續衝刺拉開後方來襲的金之霸，最終以1 1/4馬位優勢取得首個一級賽冠軍。

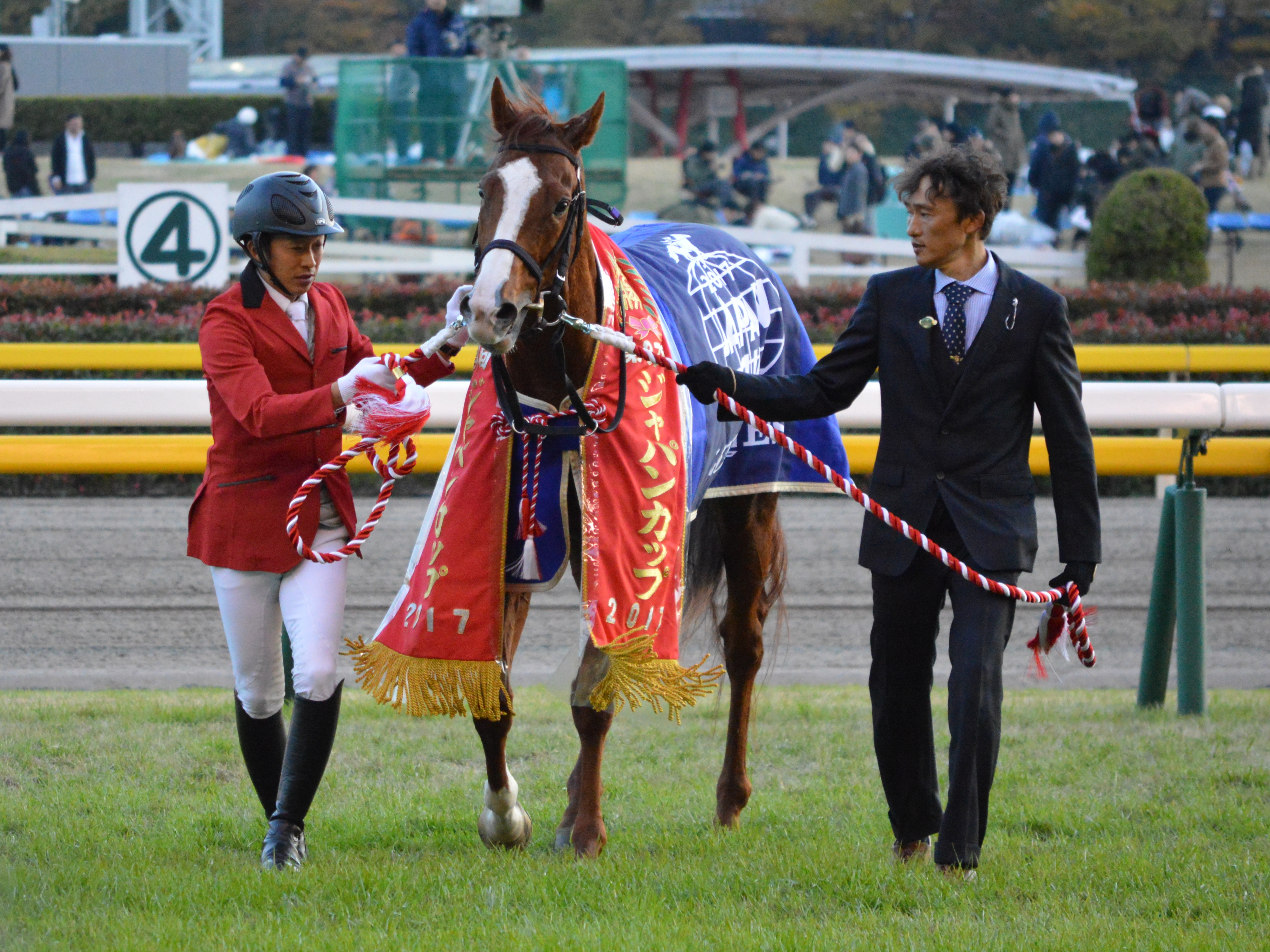
日本盃頒獎儀式

12月24日出戰有馬紀念，本次比賽選擇居中戰術下保持穩定的節奏於前方位置推進，並於比賽途中一直尋找有利位置。進入直路後，其以優秀的反應展開加速，然而受到同父馬文雅之士內壓的影響下稍微受阻，最終未能追上北部玄駒及皇后寶戒以第三完賽。

### 6歲
2018年6歲的首戰爲大阪盃，然而於直路大幅失速下以第十三大敗。
其後出戰春季天皇賞，比賽初段選擇先行戰術下於直路取代前方的賽駒取得領先，然而於終點線前被內欄轟出後600米35.2秒的七色線超越，最終以頸位差距遺負得第二。
入秋後仍然無法擺脫狀態不穩的情況，出戰京都大賞典及日本盃均以第四完賽，以於年末的有馬紀念亦僅獲得季軍無法掄元。

### 7歲
2019年年初陣營安排其遠征阿聯酋出戰杜拜司馬經典賽，比賽初段選擇於第五左右的位置推進，進入直路後外檔展開強襲不斷迫近前方的老波斯，但最終仍然被對手拉開1 1/2馬位落敗。
其後並未返回日本而是前往英國出戰英皇佐治六世及皇后伊利沙伯錦標，將和連霸凱旋門大賽的成全寶及威爾斯親王錦標冠軍晶瑩汪洋等歐洲名駒展開決戰。比賽開始後，其保持優秀的節奏於中團位置推進，然而比賽途中受到黏地的影響無法施展加速力，最終僅跑獲第六。
8月21日繼續於英國出戰英國國際錦標，但於比賽途中受到慢步速下再度無法展開加速，最終沉於馬群之中下以尾二第八大敗。
回國後出戰日本盃及有馬紀念兩場賽事，然而實力大幅下滑下分別以第九及第六完賽。完成有馬紀念後，陣營決定安排其退役，並於12月25日取消日本中央競馬會的賽駒註冊。

### 詳細賽績
| 日期       | 舉辦國家 | 馬場   | 距離   | 級別 | 賽事名稱                       | 負重 | 騎師     | 馬號 | 出馬 | 名次 | 時間     | 頭馬（二馬）       |
| ---------- | -------- | ------ | ------ | ---- | ------------------------------ | ---- | -------- | ---- | ---- | ---- | -------- | ------------------ |
| 21/9/2014  | 日本     | 阪神   | 草2000 |      | 2歲新馬                        | 54   | 福永祐一 | 14   | 14   | 2    | 2:04.0   | Dragon Verse       |
| 12/10/2014 | 日本     | 京都   | 草2000 |      | 2歲未勝利                      | 55   | 福永祐一 | 8    | 12   | 1    | 2:00.8   | （艾百碼頭）       |
| 29/11/2014 | 日本     | 京都   | 草2000 | GIII | 京都兩歲錦標                   | 55   | 内田博幸 | 5    | 8    | 3    | 2:04.9   | （決勝周回）       |
| 27/12/2014 | 日本     | 阪神   | 草2000 |      | 歐石楠賞                       | 55   | 内田博幸 | 12   | 12   | 3    | 2:02.7   | Beruf              |
| 1/24/2015  | 日本     | 京都   | 草2000 | OP   | 若駒錦標                       | 56   | 内田博幸 | 8    | 7    | 退賽 | 退賽     | 阿當之橋           |
| 28/3/2015  | 日本     | 阪神   | 草1800 | GIII | 每日盃                         | 56   | 内田博幸 | 10   | 15   | 5    | 1:47.5   | 天外來客           |
| 9/5/2015   | 日本     | 京都   | 草2200 | GII  | 京都新聞盃                     | 56   | 内田博幸 | 12   | 16   | 8    | 2:11.9   | 里見奔騰           |
| 30/8/2015  | 日本     | 札幌   | 草2000 |      | 3歲以上500萬獎金以下           | 54   | 福永祐一 | 9    | 16   | 2    | 2:00.1   | 阿爾拔             |
| 3/10/2015  | 日本     | 阪神   | 草2400 |      | 3歲以上500萬獎金以下           | 54   | 福永祐一 | 10   | 17   | 1    | 2:28.3   | （Mikki Pouch）    |
| 31/10/2015 | 日本     | 京都   | 草2400 |      | 3歲以上1000萬獎金以下          | 54   | 福永祐一 | 7    | 8    | 1    | 2:24.8   | （A Shin Allonsy） |
| 13/12/2015 | 日本     | 阪神   | 草2400 |      | 獵戶座錦標                     | 54   | 李慕華   | 5    | 9    | 1    | 2:28.1   | （Shiho）          |
| 17/1/2016  | 日本     | 京都   | 草2400 | GII  | 日經新春盃                     | 54   | 李慕華   | 7    | 12   | 2    | 2:26.2   | 疾風之夢           |
| 20/3/2016  | 日本     | 阪神   | 草3000 | GII  | 阪神大賞典                     | 55   | 福永祐一 | 11   | 11   | 1    | 3:05.8   | （喜氣洋溢）       |
| 1/5/2016   | 日本     | 京都   | 草3200 | GI   | 春季天皇賞                     | 58   | 福永祐一 | 8    | 18   | 3    | 3:15.5   | 北部玄駒           |
| 26/6/2016  | 日本     | 阪神   | 草2200 | GI   | 寶塚紀念                       | 58   | 福永祐一 | 5    | 17   | 9    | 2:14.2   | 勝之石             |
| 6/11/2016  | 日本     | 東京   | 草2500 | GII  | 阿根廷共和國盃                 | 58   | 福永祐一 | 11   | 15   | 1    | 2:33.4   | （阿爾拔）         |
| 27/11/2016 | 日本     | 東京   | 草2400 | GI   | 日本盃                         | 57   | 福永祐一 | 17   | 17   | 3    | 2:26.3   | 北部玄駒           |
| 25/12/2016 | 日本     | 中山   | 草2500 | GI   | 有馬紀念                       | 57   | 福永祐一 | 14   | 16   | 6    | 2:33.1   | 里見光鑽           |
| 19/3/2017  | 日本     | 阪神   | 草3000 | GII  | 阪神大賞典                     | 57   | 福永祐一 | 3    | 10   | 2    | 3:02.8   | 里見光鑽           |
| 30/4/2017  | 日本     | 京都   | 草3200 | GI   | 春季天皇賞                     | 58   | 福永祐一 | 6    | 17   | 2    | 3:12.7   | 北部玄駒           |
| 25/6/2017  | 日本     | 阪神   | 草2200 | GI   | 寶塚紀念                       | 58   | 福永祐一 | 5    | 11   | 8    | 2:12.6   | 里見皇冠           |
| 9/10/2017  | 日本     | 京都   | 草2400 | GII  | 京都大賞典                     | 57   | 杜滿萊   | 3    | 15   | 3    | 2:23.1   | 醒目層次           |
| 26/11/2017 | 日本     | 東京   | 草2400 | GI   | 日本盃                         | 57   | 布文     | 1    | 17   | 1    | 2:23.7   | （金之霸）         |
| 24/12/2017 | 日本     | 中山   | 草2500 | GI   | 有馬紀念                       | 57   | 布文     | 10   | 16   | 3    | 2:33.8   | 北部玄駒           |
| 1/4/2018   | 日本     | 阪神   | 草2000 | GI   | 大阪盃                         | 57   | 三浦皇成 | 4    | 16   | 13   | 1:59.7   | 文雅之士           |
| 29/4/2018  | 日本     | 京都   | 草3200 | GI   | 春季天皇賞                     | 58   | 布文     | 11   | 17   | 2    | 3:16.2   | 七色線             |
| 8/10/2018  | 日本     | 京都   | 草2400 | GII  | 京都大賞典                     | 58   | 福永祐一 | 8    | 11   | 4    | 2:26.0   | 里見光鑽           |
| 25/11/2018 | 日本     | 東京   | 草2400 | GI   | 日本盃                         | 57   | 杜滿樂   | 9    | 14   | 4    | 2:21.5   | 杏目               |
| 23/12/2018 | 日本     | 中山   | 草2500 | GI   | 有馬紀念                       | 57   | 布文     | 15   | 16   | 3    | 2:32.4   | 防爆裝束           |
| 30/3/2019  | 阿聯酋   | 美丹   | 草2410 | GI   | 杜拜司馬經典賽                 | 57   | 布文     | 1    | 8    | 2    | 紀錄缺失 | 老波斯             |
| 27/7/2019  | 英國     | 雅士谷 | 草2400 | GI   | 英皇佐治六世及皇后伊利沙伯錦標 | 60   | 莫艾誠   | 1    | 11   | 6    | 2:34.82  | 成全寶             |
| 21/8/2019  | 英國     | 約克   | 草2000 | GI   | 英國國際錦標                   | 60   | 莫艾誠   | 1    | 9    | 8    | 2:08.73  | 日出之國           |
| 24/11/2019 | 日本     | 東京   | 草2400 | GI   | 日本盃                         | 57   | 蘇銘倫   | 11   | 15   | 9    | 2:27.1   | 文雅之士           |
| 22/12/2019 | 日本     | 中山   | 草2500 | GI   | 有馬紀念                       | 57   | 福永祐一 | 16   | 16   | 6    | 2:31.9   | 雍容白荷           |

## 退役後
退役後，高尚駿逸成爲了配種馬，於北海道日高町育馬者Stallion Station休養，在2020年進行配種，首批子嗣於2021年出生。首批子嗣可於2023年出賽。8月27日已經有中央的子嗣在未勝利戰取勝。

## 血統簡介
父系真心呼喚爲日本賽駒，生涯戰績優秀，曾於2005年有馬紀念擊敗無敗三冠馬大震撼奪得冠軍，亦於其後贏得杜拜司馬經典賽。祖父週日寧靜是美國三冠賽雙冠馬，退役後在日本配種，在日本馬壇相當成功，贏得多項分級賽事，其子嗣贏得巨額獎金。
母系Halwa Sweet爲日本賽駒，生涯戰績不佳未能突破條件戰級別，但由於其缺少尾部的特殊外觀受到不少馬迷注意，於日本國內知名度頗高。外祖父Machiavellian爲美國出身的法國賽駒，生涯戰績優秀，曾勝出一級賽莫尼大賽及撒拉曼德大賽。

### 血統表
| 父線：週日寧靜系（Halo系）                            |                              |               |                    |
| 種馬 真心呼喚 2001年（棗色）                          | 週日寧靜 1986年（棕色）      | Halo          | Hail to Reason     |
| 種馬 真心呼喚 2001年（棗色）                          | 週日寧靜 1986年（棕色）      | Halo          | Cosmah             |
| 種馬 真心呼喚 2001年（棗色）                          | 週日寧靜 1986年（棕色）      | Wishing Well  | Understading       |
| 種馬 真心呼喚 2001年（棗色）                          | 週日寧靜 1986年（棕色）      | Wishing Well  | Mountain Flower    |
| 種馬 真心呼喚 2001年（棗色）                          | Irish Dance 1990年（棗色）   | 東來兵        | Lampala            |
| 種馬 真心呼喚 2001年（棗色）                          | Irish Dance 1990年（棗色）   | 東來兵        | Severn Bridge      |
| 種馬 真心呼喚 2001年（棗色）                          | Irish Dance 1990年（棗色）   | Buper Dance   | 利法爾             |
| 種馬 真心呼喚 2001年（棗色）                          | Irish Dance 1990年（棗色）   | Buper Dance   | My Bupers          |
| 繁殖雌馬 Halwa Sweet 2001年（栗色）                   | Machiavellian 1987年（棗色） | 淘金者        | Raise A Native     |
| 繁殖雌馬 Halwa Sweet 2001年（栗色）                   | Machiavellian 1987年（棗色） | 淘金者        | Gold Digger        |
| 繁殖雌馬 Halwa Sweet 2001年（栗色）                   | Machiavellian 1987年（棗色） | Coup de Folie | Halo               |
| 繁殖雌馬 Halwa Sweet 2001年（栗色）                   | Machiavellian 1987年（棗色） | Coup de Folie | Raise the Standard |
| 繁殖雌馬 Halwa Sweet 2001年（栗色）                   | Halwa Song 1996年（栗色）    | 雷利耶夫      | 北地舞人           |
| 繁殖雌馬 Halwa Sweet 2001年（栗色）                   | Halwa Song 1996年（栗色）    | 雷利耶夫      | Special            |
| 繁殖雌馬 Halwa Sweet 2001年（栗色）                   | Halwa Song 1996年（栗色）    | Morn of Song  | 害羞新郎           |
| 繁殖雌馬 Halwa Sweet 2001年（栗色）                   | Halwa Song 1996年（栗色）    | Morn of Song  | Glorious Song      |
| 雌系：Glorious Song系（號族：12-c）                   |                              |               |                    |
| 五代內近親交配：Halo 3×4×5、北地舞人 5×4、Natalma 5×5 |                              |               |                    |

## 命名由來
名字Cheval Grand（シュヴァルグラン）於法語中的意思是「偉大的馬」，香港則取其意，翻譯为「高尚駿逸」。

## 外部連結
- 高尚駿逸 netkeiba.com
- 高尚駿逸 sportsnavi.com
- 高尚駿逸 jbis.or.jp
- 血統表